# 多莱宗河畔圣克里斯托夫
多莱宗河畔圣克里斯托夫（法語：Saint-Christophe-sur-Dolaison，法語發音：[sɛ̃ kʁistɔf syʁ dɔlɛzɔ̃]）是法国上卢瓦尔省的一个市镇，属于勒皮区。

## 地名
多莱宗河（Dolaizon）流经该地，但在该地名中的拼写采用变体“Dolaison”。

## 地理
多莱宗河畔圣克里斯托夫（44°59'49"N, 3°49'13"E）面积27.34 平方千米，位于法国奥弗涅-罗讷-阿尔卑斯大区上盧瓦爾省，该省份为法国中南部省份，北起多姆山省和卢瓦尔省，西接康塔爾省，南至洛泽尔省，东临阿尔代什省。
与多莱宗河畔圣克里斯托夫接壤的市镇（或旧市镇、城区）包括：班斯、凯尔、塞萨克、卢瓦尔河畔屈萨克、勒皮、塞讷若勒、卢瓦尔河畔索利尼亚克、勒皮附近瓦尔斯。
多莱宗河畔圣克里斯托夫的时区为UTC+01:00、UTC+02:00（夏令时）。

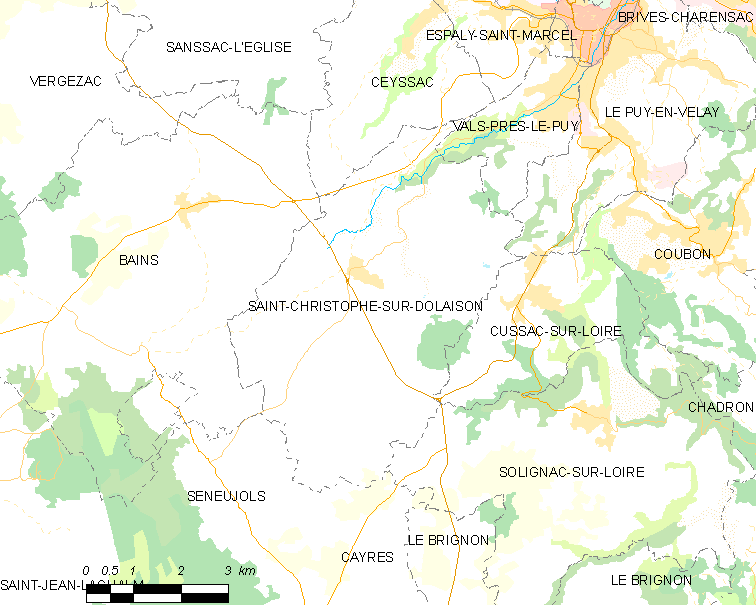
多莱宗河畔圣克里斯托夫的OSM定位图

## 行政
多莱宗河畔圣克里斯托夫的邮政编码为43370，INSEE市镇编码为43174。

## 政治
多莱宗河畔圣克里斯托夫所属的省级选区为火山沃莱县。

## 人口
多莱宗河畔圣克里斯托夫于2022年1月1日时的人口数量为937人。

1962-2008年间多莱宗河畔圣克里斯托夫人口变化图示